# Goonallica virginalis
Goonallica virginalis là một loài bướm đêm trong họ Noctuidae.